# Cadurcia
Cadurcia – rodzaj muchówek z rodziny rączycowatych (Tachinidae).

## Wybrane gatunki
- C. auratocauda Curran, 1934
- C. borbonensis Villeneuve, 1926
- C. depressa Villeneuve, 1926
- C. fascicauda Curran, 1934
- C. lucens Villeneuve, 1926
- C. mesnili Verbeke, 1962
- C. plutellae Emden, 1942
- C. semiviolacea Villeneuve, 1926
- C. versicauda Curran, 1934
- C. vinsoni Mesnil, 1952
- C. zetterstedti Karsch, 1886